# 胡安·安东尼奥·科尔巴兰
胡安·安东尼奥·科尔巴兰（西班牙語：Juan Antonio Corbalán，1954年8月3日—）是西班牙男子篮球运动员，心脏科学专家。曾是西班牙国家队和皇家马德里俱乐部队的控球后卫，打法独特，擅长快速不停顿进攻。1972年、1980年和1984年三次代表西班牙出征奥运会。